# Бахар
Баха́р (каз. Бахар) — село у складі Уйгурського району Алматинської області Казахстану. Адміністративний центр Бахарського сільського округу.
Населення — 1885 осіб (2021; 1796 у 2009, 1974 у 1999, 1924 у 1989).